# 2017-es Formula–1 orosz nagydíj
Az orosz nagydíj volt a 2017-es Formula–1 világbajnokság negyedik futama, amelyet 2017. április 28. és április 30. között rendeztek meg az oroszországi Sochi International Street Circuiten, Szocsiban.

## Választható keverékek
| Abroncs            | Friss | Használt |
| ------------------ | ----- | -------- |
| Lágy keverék       |       |          |
| Szuperlágy keverék |       |          |
| Ultralágy keverék  |       |          |
| Átmeneti esőgumi   |       |          |
| Teljes esőgumi     |       |          |

## Szabadedzések

### Első szabadedzés
Az orosz nagydíj első szabadedzését április 28-án, pénteken délelőtt tartották.
| helyezés | versenyző         | csapat/motor         | elért idő  | különbség | futott kör |
| -------- | ----------------- | -------------------- | ---------- | --------- | ---------- |
| 1        | Kimi Räikkönen    | Ferrari              | 1:36,074   | −         | 19         |
| 2        | Valtteri Bottas   | Mercedes             | 1:36,119   | +0,045    | 24         |
| 3        | Lewis Hamilton    | Mercedes             | 1:36,681   | +0,607    | 23         |
| 4        | Max Verstappen    | Red Bull-TAG Heuer   | 1:37,174   | +1,100    | 19         |
| 5        | Sebastian Vettel  | Ferrari              | 1:37,230   | +1,156    | 19         |
| 6        | Daniel Ricciardo  | Red Bull-TAG Heuer   | 1:37,290   | +1,216    | 19         |
| 7        | Sergio Pérez      | Force India-Mercedes | 1:37,457   | +1,383    | 29         |
| 8        | Felipe Massa      | Williams-Mercedes    | 1:37,900   | +1,826    | 29         |
| 9        | Lance Stroll      | Williams-Mercedes    | 1:37,944   | +1,870    | 30         |
| 10       | Esteban Ocon      | Force India-Mercedes | 1:38,065   | +1,991    | 28         |
| 11       | Danyiil Kvjat     | Toro Rosso-Renault   | 1:38,496   | +2,422    | 17         |
| 12       | Kevin Magnussen   | Haas-Ferrari         | 1:38,747   | +2,673    | 23         |
| 13       | Fernando Alonso   | McLaren-Honda        | 1:38,813   | +2,739    | 16         |
| 14       | Carlos Sainz Jr.  | Toro Rosso-Renault   | 1:38,976   | +2,902    | 17         |
| 15       | Jolyon Palmer     | Renault              | 1:39,158   | +3,084    | 16         |
| 16       | Romain Grosjean   | Haas-Ferrari         | 1:39,533   | +3,459    | 17         |
| 17       | Stoffel Vandoorne | McLaren-Honda        | 1:39,541   | +3,467    | 19         |
| 18       | Pascal Wehrlein   | Sauber-Ferrari       | 1:39,731   | +3,657    | 21         |
| 19       | Marcus Ericsson   | Sauber-Ferrari       | 1:40,079   | +4,005    | 20         |
| 20       | Szergej Szirotkin | Renault              | idő nélkül | –         | 2          |

### Második szabadedzés
Az orosz nagydíj második szabadedzését április 28-án, pénteken délután tartották.
| helyezés | versenyző         | csapat/motor         | elért idő | különbség | futott kör |
| -------- | ----------------- | -------------------- | --------- | --------- | ---------- |
| 1        | Sebastian Vettel  | Ferrari              | 1:34,120  | −         | 36         |
| 2        | Kimi Räikkönen    | Ferrari              | 1:34,383  | +0,263    | 36         |
| 3        | Valtteri Bottas   | Mercedes             | 1:34,790  | +0,670    | 36         |
| 4        | Lewis Hamilton    | Mercedes             | 1:34,829  | +0,709    | 34         |
| 5        | Max Verstappen    | Red Bull-TAG Heuer   | 1:35,540  | +1,420    | 15         |
| 6        | Daniel Ricciardo  | Red Bull-TAG Heuer   | 1:35,910  | +1,790    | 26         |
| 7        | Felipe Massa      | Williams-Mercedes    | 1:36,261  | +2,141    | 39         |
| 8        | Nico Hülkenberg   | Renault              | 1:36,329  | +2,209    | 38         |
| 9        | Kevin Magnussen   | Haas-Ferrari         | 1:36,506  | +2,386    | 31         |
| 10       | Sergio Pérez      | Force India-Mercedes | 1:36,600  | +2,480    | 38         |
| 11       | Esteban Ocon      | Force India-Mercedes | 1:36,654  | +2,534    | 39         |
| 12       | Fernando Alonso   | McLaren-Honda        | 1:36,765  | +2,645    | 27         |
| 13       | Jolyon Palmer     | Renault              | 1:36,771  | +2,651    | 22         |
| 14       | Romain Grosjean   | Haas-Ferrari         | 1:37,039  | +2,919    | 31         |
| 15       | Carlos Sainz Jr.  | Toro Rosso-Renault   | 1:37,083  | +2,963    | 36         |
| 16       | Stoffel Vandoorne | McLaren-Honda        | 1:37,125  | +3,005    | 25         |
| 17       | Danyiil Kvjat     | Toro Rosso-Renault   | 1:37,300  | +3,180    | 35         |
| 18       | Pascal Wehrlein   | Sauber-Ferrari       | 1:37,441  | +3,321    | 30         |
| 19       | Lance Stroll      | Williams-Mercedes    | 1:37,747  | +3,627    | 36         |
| 20       | Marcus Ericsson   | Sauber-Ferrari       | 1:37,819  | +3,699    | 29         |

### Harmadik szabadedzés
Az orosz nagydíj harmadik szabadedzését április 29-én, szombaton délelőtt tartották.
| helyezés | versenyző         | csapat/motor         | elért idő  | különbség | futott kör |
| -------- | ----------------- | -------------------- | ---------- | --------- | ---------- |
| 1        | Sebastian Vettel  | Ferrari              | 1:34,001   | −         | 17         |
| 2        | Kimi Räikkönen    | Ferrari              | 1:34,338   | +0,337    | 16         |
| 3        | Valtteri Bottas   | Mercedes             | 1:34,364   | +0,363    | 20         |
| 4        | Lewis Hamilton    | Mercedes             | 1:34,542   | +0,541    | 19         |
| 5        | Max Verstappen    | Red Bull-TAG Heuer   | 1:35,452   | +1,451    | 21         |
| 6        | Felipe Massa      | Williams-Mercedes    | 1:35,471   | +1,470    | 17         |
| 7        | Nico Hülkenberg   | Renault              | 1:35,662   | +1,661    | 15         |
| 8        | Daniel Ricciardo  | Red Bull-TAG Heuer   | 1:35,830   | +1,829    | 24         |
| 9        | Carlos Sainz Jr.  | Toro Rosso-Renault   | 1:36,164   | +2,163    | 20         |
| 10       | Kevin Magnussen   | Haas-Ferrari         | 1:36,556   | +2,555    | 19         |
| 11       | Lance Stroll      | Williams-Mercedes    | 1:36,649   | +2,648    | 19         |
| 12       | Esteban Ocon      | Force India-Mercedes | 1:36,676   | +2,675    | 22         |
| 13       | Danyiil Kvjat     | Toro Rosso-Renault   | 1:36,846   | +2,845    | 18         |
| 14       | Fernando Alonso   | McLaren-Honda        | 1:36,869   | +2,868    | 12         |
| 15       | Sergio Pérez      | Force India-Mercedes | 1:36,962   | +2,961    | 21         |
| 16       | Romain Grosjean   | Haas-Ferrari         | 1:37,164   | +3,163    | 20         |
| 17       | Stoffel Vandoorne | McLaren-Honda        | 1:37,182   | +3,181    | 15         |
| 18       | Marcus Ericsson   | Sauber-Ferrari       | 1:37,503   | +3,502    | 21         |
| 19       | Pascal Wehrlein   | Sauber-Ferrari       | 1:37,657   | +3,656    | 17         |
| 20       | Jolyon Palmer     | Renault              | idő nélkül | –         | 4          |

## Időmérő edzés
Az orosz nagydíj időmérő edzését április 29-én, szombaton tartották.
| helyezés              | rajtszám | versenyző         | csapat/motor         | 1. rész  | 2. rész  | 3. rész  | rajthely | futott kör |
| --------------------- | -------- | ----------------- | -------------------- | -------- | -------- | -------- | -------- | ---------- |
| 1                     | 5        | Sebastian Vettel  | Ferrari              | 1:34,493 | 1:34,038 | 1:33,194 | 1        | 20         |
| 2                     | 7        | Kimi Räikkönen    | Ferrari              | 1:34,953 | 1:33,663 | 1:33,253 | 2        | 18         |
| 3                     | 77       | Valtteri Bottas   | Mercedes             | 1:34,041 | 1:33,264 | 1:33,289 | 3        | 18         |
| 4                     | 44       | Lewis Hamilton    | Mercedes             | 1:34,409 | 1:33,760 | 1:33,767 | 4        | 19         |
| 5                     | 3        | Daniel Ricciardo  | Red Bull-TAG Heuer   | 1:35,560 | 1:35,483 | 1:34,905 | 5        | 20         |
| 6                     | 19       | Felipe Massa      | Williams-Mercedes    | 1:35,828 | 1:35,049 | 1:35,110 | 6        | 20         |
| 7                     | 33       | Max Verstappen    | Red Bull-TAG Heuer   | 1:35,301 | 1:35,221 | 1:35,161 | 7        | 18         |
| 8                     | 27       | Nico Hülkenberg   | Renault              | 1:35,507 | 1:35,328 | 1:35,285 | 8        | 21         |
| 9                     | 11       | Sergio Pérez      | Force India-Mercedes | 1:36,185 | 1:35,513 | 1:35,337 | 9        | 18         |
| 10                    | 31       | Esteban Ocon      | Force India-Mercedes | 1:35,372 | 1:35,729 | 1:35,430 | 10       | 20         |
| 11                    | 55       | Carlos Sainz Jr.  | Toro Rosso-Renault   | 1:35,827 | 1:35,948 |          | 14[1]    | 18         |
| 12                    | 18       | Lance Stroll      | Williams-Mercedes    | 1:36,279 | 1:35,964 |          | 11       | 18         |
| 13                    | 26       | Danyiil Kvjat     | Toro Rosso-Renault   | 1:35,984 | 1:35,968 |          | 12       | 18         |
| 14                    | 20       | Kevin Magnussen   | Haas-Ferrari         | 1:36,408 | 1:36,017 |          | 13       | 16         |
| 15                    | 14       | Fernando Alonso   | McLaren-Honda        | 1:36,353 | 1:36,660 |          | 15       | 14         |
| 16                    | 30       | Jolyon Palmer     | Renault              | 1:36,462 |          |          | 16       | 9          |
| 17                    | 2        | Stoffel Vandoorne | McLaren-Honda        | 1:37,070 |          |          | 20[2]    | 9          |
| 18                    | 94       | Pascal Wehrlein   | Sauber-Ferrari       | 1:37,332 |          |          | 17       | 9          |
| 19                    | 9        | Marcus Ericsson   | Sauber-Ferrari       | 1:37,507 |          |          | 18       | 9          |
| 20                    | 8        | Romain Grosjean   | Haas-Ferrari         | 1:37,620 |          |          | 19       | 9          |
| 107%-os idő: 1:40,623 |          |                   |                      |          |          |          |          |            |

Megjegyzés:
- ↑ 1:  — Carlos Sainz Jr. 3 rajthelyes büntetést kapott, mert az előző, bahreini nagydíjon nekiment Lance Stroll autójának.[4]
- ↑ 2:  — Stoffel Vandoorne autójában erőforráselemeket (turbófeltöltőt és MGU-H-t) kellett cserélni, és mivel ezzel túllépte a megengedett 4 erőforráselem/éves keretet, összesen 15 rajthelyes büntetést kapott.[5]

## Futam
Az orosz nagydíj futama április 30-án, vasárnap rajtolt.
| helyezés | rajtszám | versenyző         | csapat/motor         | futott kör | idő/kiesés oka | rajthely | abroncs | pont |
| -------- | -------- | ----------------- | -------------------- | ---------- | -------------- | -------- | ------- | ---- |
| 1        | 77       | Valtteri Bottas   | Mercedes             | 52         | 1:28:08,743    | 3        |         | 25   |
| 2        | 5        | Sebastian Vettel  | Ferrari              | 52         | +0,617         | 1        |         | 18   |
| 3        | 7        | Kimi Räikkönen    | Ferrari              | 52         | +11,000        | 2        |         | 15   |
| 4        | 44       | Lewis Hamilton    | Mercedes             | 52         | +36,320        | 4        |         | 12   |
| 5        | 33       | Max Verstappen    | Red Bull-TAG Heuer   | 52         | +1:00,416      | 7        |         | 10   |
| 6        | 11       | Sergio Pérez      | Force India-Mercedes | 52         | +1:26,788      | 9        |         | 8    |
| 7        | 31       | Esteban Ocon      | Force India-Mercedes | 52         | +1:35,004      | 10       |         | 6    |
| 8        | 27       | Nico Hülkenberg   | Renault              | 52         | +1:36,188      | 8        |         | 4    |
| 9        | 19       | Felipe Massa      | Williams-Mercedes    | 51         | +1 kör         | 6        |         | 2    |
| 10       | 55       | Carlos Sainz Jr.  | Toro Rosso-Renault   | 51         | +1 kör         | 14       |         | 1    |
| 11       | 18       | Lance Stroll      | Williams-Mercedes    | 51         | +1 kör         | 11       |         |      |
| 12       | 26       | Danyiil Kvjat     | Toro Rosso-Renault   | 51         | +1 kör         | 12       |         |      |
| 13       | 20       | Kevin Magnussen   | Haas-Ferrari         | 51         | +1 kör         | 13       |         |      |
| 14       | 2        | Stoffel Vandoorne | McLaren-Honda        | 51         | +1 kör         | 20       |         |      |
| 15       | 9        | Marcus Ericsson   | Sauber-Ferrari       | 51         | +1 kör         | 18       |         |      |
| 16       | 94       | Pascal Wehrlein   | Sauber-Ferrari       | 50         | +2 kör         | 17       |         |      |
| ki       | 3        | Daniel Ricciardo  | Red Bull-TAG Heuer   | 5          | fékek          | 5        |         |      |
| ki       | 30       | Jolyon Palmer     | Renault              | 0          | baleset        | 16       |         |      |
| ki       | 8        | Romain Grosjean   | Haas-Ferrari         | 0          | baleset        | 19       |         |      |
| ni       | 14       | Fernando Alonso   | McLaren-Honda        | 0          | erőforrás      | 15       |         |      |

## A világbajnokság állása a verseny után
| H   | Versenyzők       | Pont | H   | Konstruktőrök        | Pont |
| --- | ---------------- | ---- | --- | -------------------- | ---- |
| 1.  | Sebastian Vettel | 86   | 1.  | Mercedes             | 136  |
| 2.  | Lewis Hamilton   | 73   | 2.  | Ferrari              | 135  |
| 3.  | Valtteri Bottas  | 63   | 3.  | Red Bull-TAG Heuer   | 57   |
| 4.  | Kimi Räikkönen   | 49   | 4.  | Force India-Mercedes | 31   |
| 5.  | Max Verstappen   | 35   | 5.  | Williams-Mercedes    | 18   |
| 6.  | Daniel Ricciardo | 22   | 6.  | Toro Rosso-Renault   | 13   |
| 7.  | Sergio Pérez     | 22   | 7.  | Haas-Ferrari         | 8    |
| 8.  | Felipe Massa     | 18   | 8.  | Renault              | 6    |
| 9.  | Carlos Sainz Jr. | 11   | 9.  | Sauber-Ferrari       | 0    |
| 10. | Esteban Ocon     | 9    | 10. | McLaren-Honda        | 0    |

(A teljes táblázat)

## Statisztikák
- Vezető helyen:

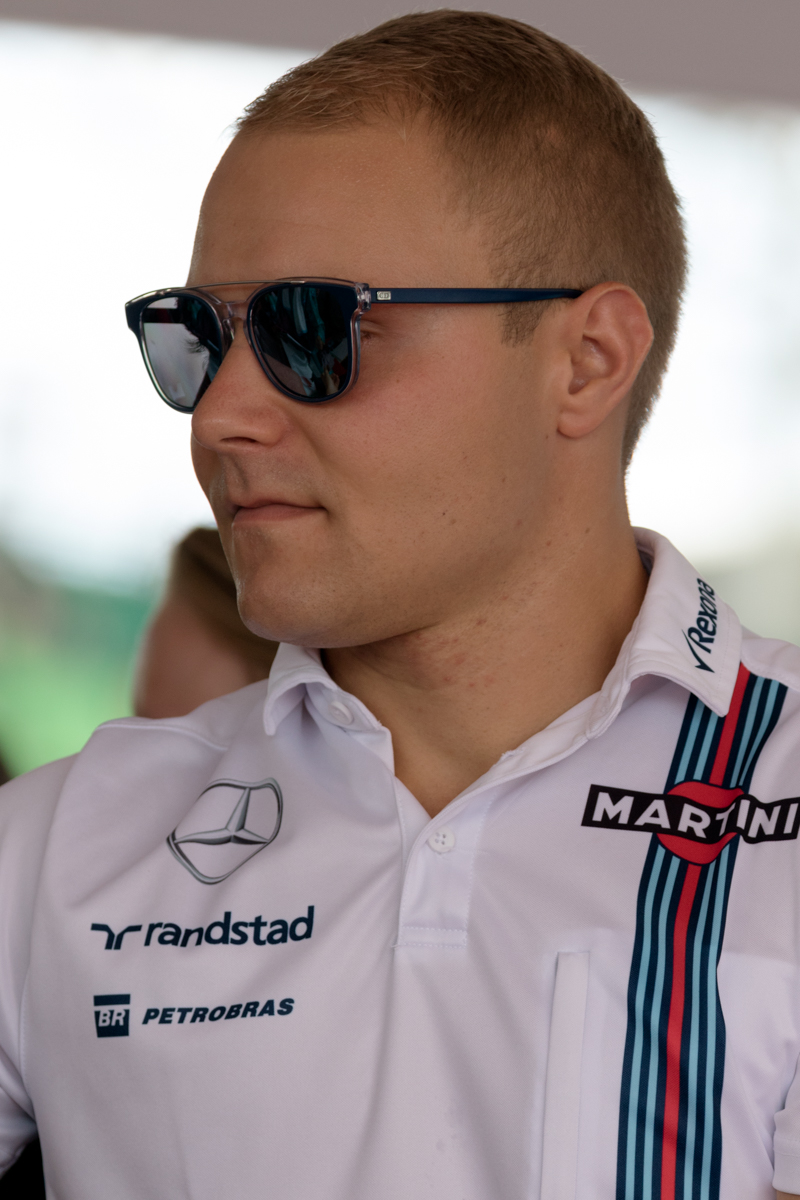
Valtteri Bottas 1. futamgyőzelmét aratta az orosz nagydíjon

  - Valtteri Bottas: 44 kör (1-26 és 35-52)
  - Sebastian Vettel: 8 kör (27-34)
- Sebastian Vettel 47. pole-pozíciója.
- Valtteri Bottas 1. futamgyőzelme.
- Kimi Räikkönen 45. versenyben futott leggyorsabb köre.
- A Mercedes 66. futamgyőzelme.
- Valtteri Bottas 12., Sebastian Vettel 90., Kimi Räikkönen 85. dobogós helyezése.